# افسانه شمشیر باستانی
افسانه شمشیر باستانی (به چینی: 古剑奇谭之流月昭明) یک فیلم فانتزی-ماجراجویی-اکشن چینی به کارگردانی رنی هارلین که بر اساس بازی ویدیویی Gu Jian Qi Tan 2 ساخته شده‌است. این فیلم در ۱ اکتبر ۲۰۱۸ در سراسر جهان منتشر شد.

## داستان
به دلیل یک اتفاق سرنوشت ساز، یو وویی خانه را ترک می‌کند. او با استاد محترم زی یی ملاقات می‌کند که هنرهای جادویی یان را به او آموزش می‌دهد و بدین ترتیب سفر تزکیه خود را آغاز می‌کند و …

## تولید
فیلمبرداری در دسامبر ۲۰۱۶ آغاز شد و در مارس ۲۰۱۷ به پایان رسید.

## بازخوردها
این فیلم در هفته طلایی سینمای چین یک فاجعه باکس آفیس بود. این فیلم مورد تمسخر گسترده آنلاین قرار گرفت و علیرغم دستور دولت برای نمایش فیلم در سراسر کشور، تنها ۱٫۲۵ میلیون دلار درآمد داشت.